# Інал Шеріп
Інал Шеріп (24 червня 1971 , Грозний )    ) - режисер і продюсер чеченського походження.  Міністр закордонних справ Чеченської Республіки Ічкерія у вигнанні.

## Біографія
Інал Шеріп народився 24 червня 1971 року у Грозному. З п'яти років захоплювався шахами та тренувався у грозненському шаховому клубі у Василя Юхимовича Мостового. В 1988 став чемпіоном Росії з шахів . Засновник « шахового кіно » та автор « анти-голлівудського маніфесту ». Працював на « Союзмультфільмі », де писав музику до дитячих фільмів, працював на ГРТ та Центральній студії документальних фільмів . 
Фільми відзначені на багатьох кінофестивалях: у Лос-Анджелесі, Сан-Дієго, Чикаго, Нью-Йорку, Сан-Франциско, Сіетлі та ін. З 2004 по 2009 Генеральний продюсер Європейської асоціації кіно та телебачення (Бельгія). У травні 2012 року був змушений залишити кіностудію «Чеченфільм», яку очолював з 2009 року.
У червні 2022 року висунув свою кандидатуру на пост президента Міжнародної шахової федерації . Вибори президента пройдуть у серпні 2022 року в місті Ченнаї ( Індія )  . Згідно зі статутом ФІДЕ , кандидат у президенти ФІДЕ має бути висунутий не менш як п'ятьма країнами з чотирьох континентів. Кандидатура Інала Шерипова була висунута Україною, Замбією, Сьєрра-Леоне, Барбадосом та Східним Тимором  .
У грудні 2022 року призначений міністром закордонних справ Чеченської Республіки Ічкерія у вигнанні  .
Учасник Форуму Вільних Народів Постросії

## Творчість
Інал Шеріп творець і теоретик «шахового кіно», особлива манера оповідання – відображення дійсності через художні образи та символи. 
Шахове кіно або шахова культура - це багаторівнева система знаків і символів, що дозволяє за допомогою смислового визначення створювати мовні конструкції. На переконання Інала Шеріпа, така культурологічна традиція існувала у стародавніх цивілізацій і до нас дійшли лише уламки цієї великої культури, яка могла виявлятися у деяких письменників, поетів, художників тощо вже в сучасній цивілізації. Через ширшу універсальність цією мовою говорили всі пророки, які в одному реченні могли дати відповідь людям з різною духовною та інтелектуальною підготовкою. Об'єднавши в інтелектуальний єдиний простір, знайшовши відповідну термінологію, фільм стає не просто аудіовізуальним твором, а багаторівневою системою передач.

## Рецензії
«Шахова культура, яку нам відкрив Інал, є найбільшою подією за останні півстоліття. Завдяки цьому у тих, хто змушений був терпіти засилля масової псевдокультури, з'явилася можливість спокійно існувати в іншому вимірі» — професор Вільям Снід (William Snead) для PBS ( Сан-Дієго, США) 

## Визнання та нагороди
- " Double Take International film festival ", Північна Кароліна, США,
- «Thunderbird», Юта, США
- «Angel City», Чикаго, США
- Приз глядацьких симпатій на Міжнародному кінофестивалі в Нью-Йорку, США. [11]
- Премія Федеріко Фелліні на Міжнародному кінофестивалі в Джакарті, Індонезія. [12]
- Премія Братів Люм'єр на Міжнародному кінофестивалі в Неаполі, Італія 2012 року.
- Приз за найкращий фільм на Міжнародному кінофестивалі в Монте-Карло, Монако. [13]
- Премія Братів Люм'єр на Міжнародному кінофестивалі в Неаполі, Італія 2013. [14]
- Приз за найкращий фільм на Міжнародному кінофестивалі в Делі, Індія. [15]

## Фільмографія
Режисер
- 1994 - "Shadows"
- 1997 - "My city"
- 2000 - "Moscow, Chechnya, bubble-gum"
- 2001 - "King Lear in San-Diego"
- 2003 - "Black Rodeo"

Сценарист:
- 1994 - "Shadows"
- 1997 - "My city"
- 2000 - "Moscow, Chechnya, bubble-gum"
- 2001 - "King Lear"
- 2001 - "Happy new year"
- 2002 - "Apocalypse"
- 2003 - "Black Rodeo"

Композитор:
- 1994 - "Shadows"
- 1997 - "My city"
- 2000 - "Moscow, Chechnya, bubble-gum"
- 2001 - "King Lear"
- 2001 - "Happy new year"
- 2001 - "Grossmont"
- 2002 - "Apocalypse"
- 2003 - "Black Rodeo"
- 2003 - "Fifth avenue corner"